# Fontana di piazza San Simeone
La fontana di piazzetta di San Simeone si trova a Roma, nell'omonima piazza, dove venne definitivamente sistemata nel 1973.

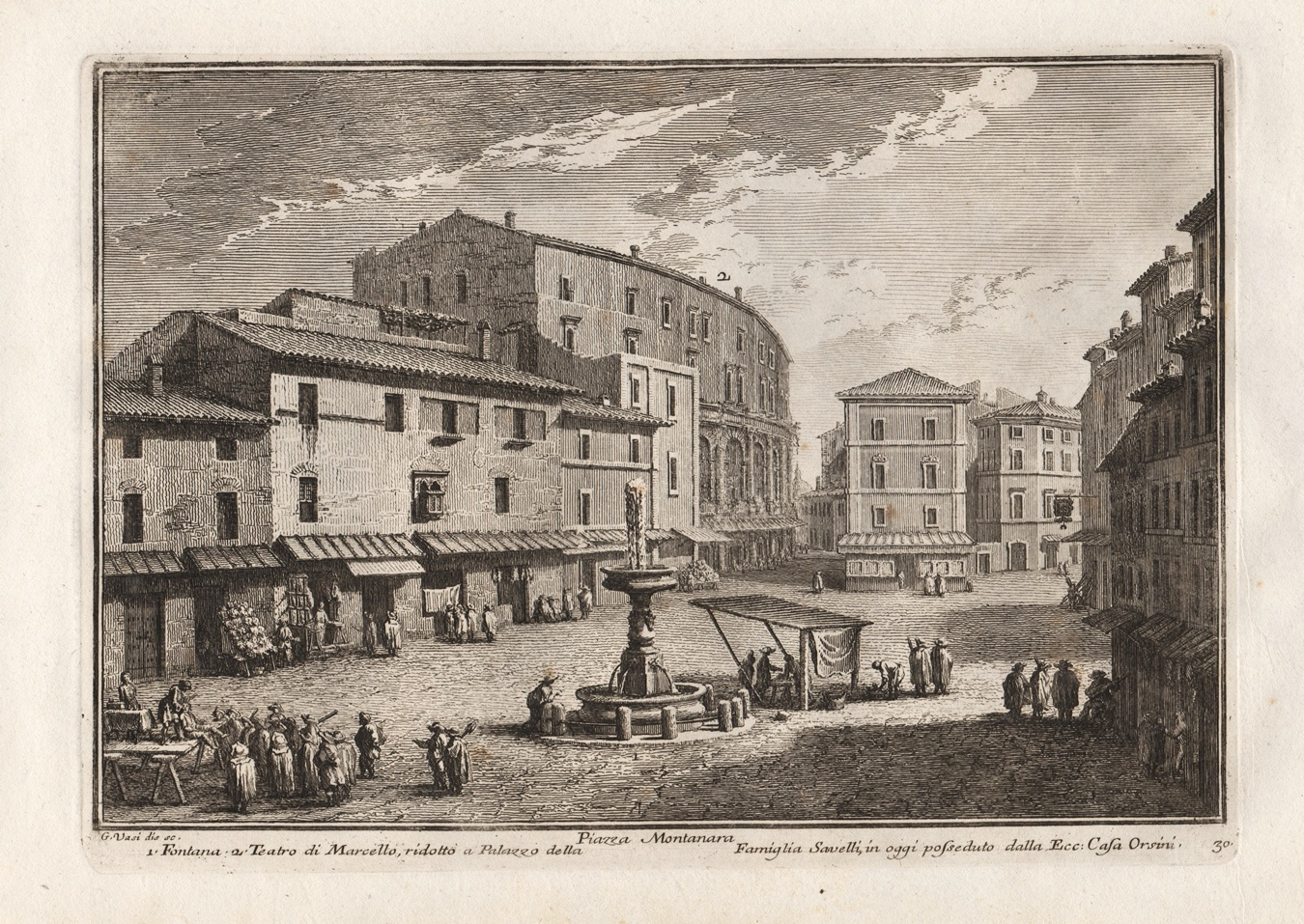
Giuseppe Vasi, 1752, Piazza Montanara: la fontana attualmente nella piazzetta San Simeone è visibile nella sua collocazione originaria, al centro dell'immagine, davanti al Teatro di Marcello

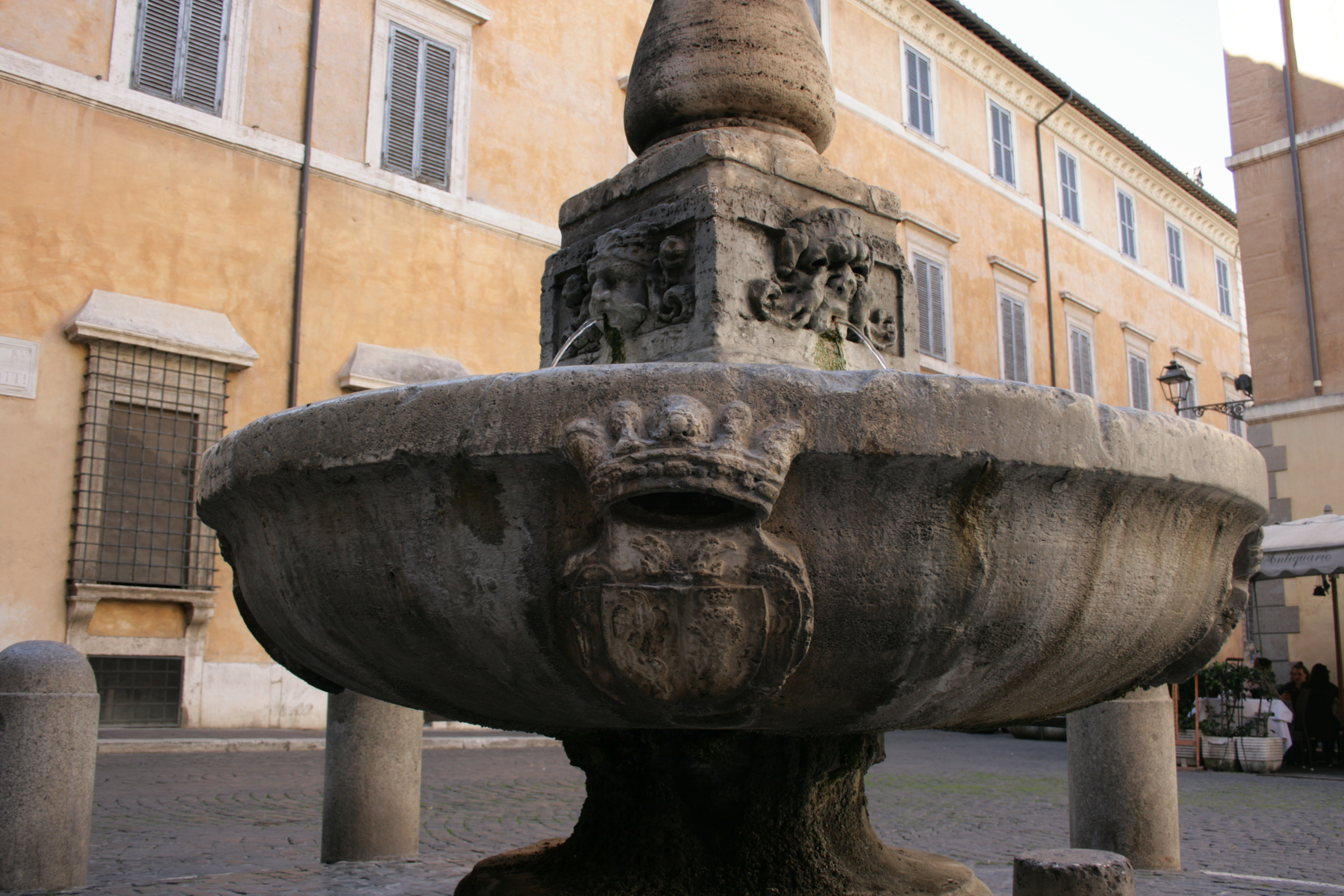
Stemma in primo piano, sullo sfondo palazzo Lancellotti

## Storia

### Le origini
L'origine della fontana, nel XVI secolo, nacque dall'esigenza di approvvigionamento idrico delle zone dei colli Viminale e Quirinale, all'epoca scarsamente serviti, per proseguire successivamente verso la zona dell'isola Tiberina: di conseguenza, venne progettata anche la costruzione di un certo numero di fontane. A tale scopo, si iniziarono in questo periodo i lavori di una ramificazione sotterranea secondaria del condotto dell'Acqua Felice, così chiamato in onore del papa Sisto V e sotto il cui pontificato venne terminata l'opera di restauro e ripristino, nel 1587, di quello in precedenza veniva chiamato Acquedotto Alessandrino (analogamente a come era stato fatto, precedentemente, per l’Aqua Virgo). 
Essa fu disegnata da Giacomo Della Porta nel 1589 come fontana “rionale” per la oggi scomparsa piazza Montanara (situata tra il Campidoglio e il Teatro di Marcello fino agli anni trenta del Novecento) e qui inizialmente collocata. Venne realizzata dallo scalpellino Pietro Gucci. Il carattere popolare ed utilitaristico della fontana è più che evidente nelle dimensioni, nel progetto minimale e nella forma semplicemente circolare dell'unico catino centrale, decorato con le sole insegne pontificie, all'interno del quale l'acqua sgorgava da una semplice struttura cubica centrale sormontata da una piccola piramide.

### La costruzione e i rimaneggianenti

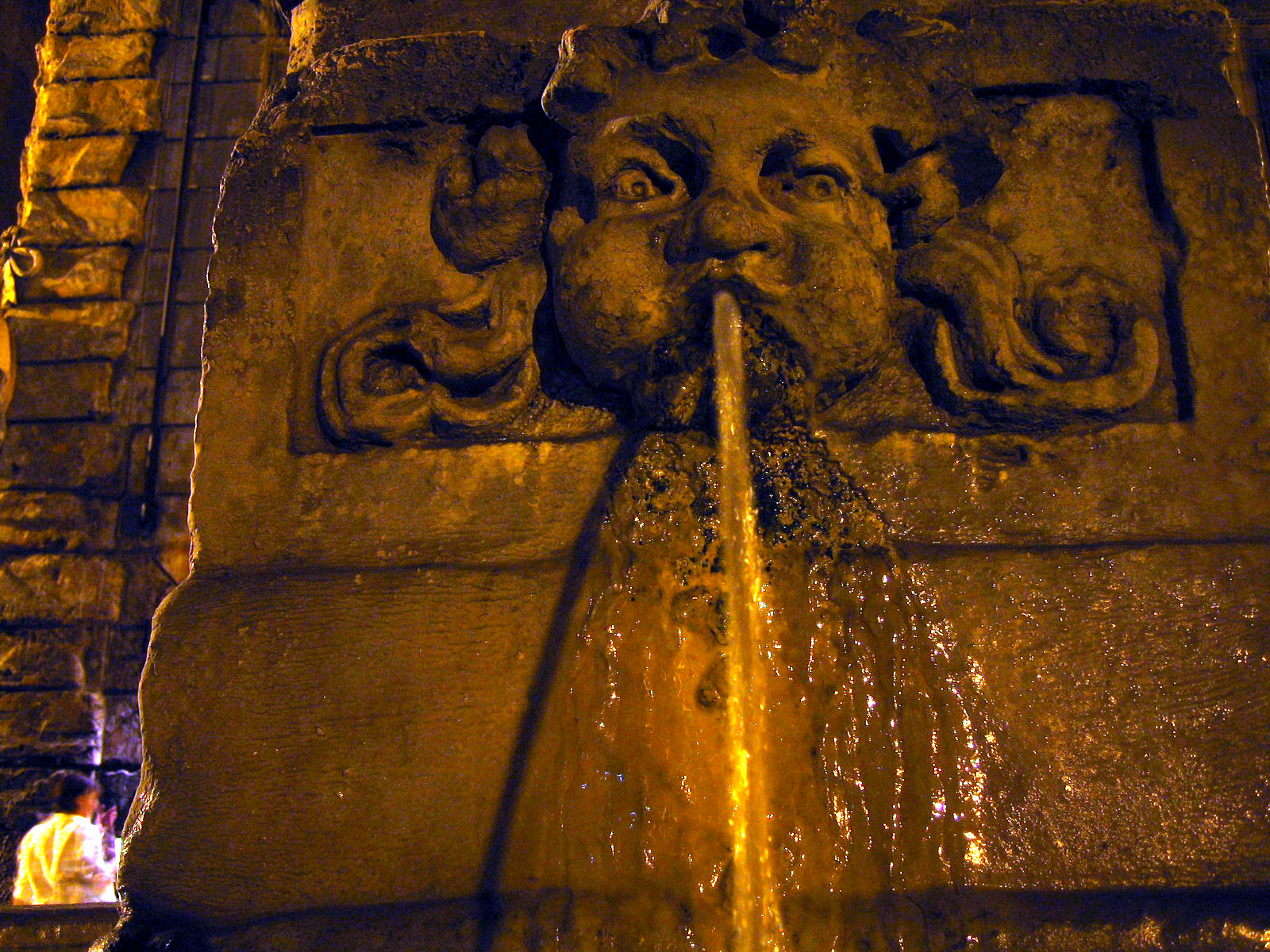
Scultura della fontana

Nel 1696 alla fontana originale fu aggiunto superiormente un secondo catino più piccolo, con uno zampillo centrale, sorretto da un balaustro poggiato sul cubo. La struttura di sostegno del catino, anch'esso di ispirazione dellaportiana, venne ornato da quattro maschere grottesche, dalle cui bocche sgorga l'acqua. L'aggiunta avvenne a spese delle religiose di un vicino monastero che ottenne, in cambio, il diritto di utilizzare una parte dell'acqua.
Nel 1829 il catino inferiore risulta sostituito al precedente: gli annessi stemmi pontifici preesistenti furono rimpiazzati da quelli dei tre Conservatori più il Priore dei caporioni, ovvero i quattro magistrati della città in carica all'epoca (marchese Paolo Carandini, cav. Odoardo De' Quintili, cav. Paolo Martinez, conservatori, più cav. Pietro De' Vecchi, priore), identificati dall'archeologo Carlo Pietrangeli. La presenza degli stemmi dei Conservatori su un monumento pubblico è rilevante dal punto di vista storico, perché è uno degli esempi più rappresentativi di questo tipo in città. I Conservatori avevano la sede di rappresentanza sul Campidoglio nel Palazzo dei Conservatori, dunque vicino alla sede originale della fontana stessa.

### Collocazione
Originariamente, la fontana era posta al centro della piazza Montanara, proprio di fronte al teatro di Marcello. Nel 1932, tuttavia, a causa dei lavori di trasformazione urbanistica dell'intera zona (che prevedeva, in particolare, l'apertura della via del Mare, oggi via del Teatro Marcello), piazza Montanara scomparve del tutto dalla topografia cittadina. L'opera, dunque, fu sistemata nel “Giardino degli Aranci”, sul colle Aventino, per circa un quarantennio. 
Infine, nel 1973 essa trovò la sua sistemazione attuale, la piccola piazzetta di San Simeone (già Del Drago), adiacente a Via dei Coronari, dove fu collocata su un marciapiede circolare delimitato da colonnine collegate da un'inferriata.
La fontana è attualmente in attesa di restauro.